# Majia Chromych
Majia Władisławowna Chromych, ros. Майя Владиславовна Хромых (ur. 25 maja 2006 w Niżnym Tagile) – rosyjska łyżwiarka figurowa, startująca w konkurencji solistek. Uczestniczka mistrzostw świata juniorów, medalistka zawodów z cyklu Grand Prix i Junior Grand Prix.

## Osiągnięcia
| Zawody                                | 19–20          | 20–21          | 21–22          |                |                |                |                |                |                |                |                |                |                |                |                |                |                |
| Międzynarodowe                        | Międzynarodowe | Międzynarodowe | Międzynarodowe | Międzynarodowe | Międzynarodowe | Międzynarodowe | Międzynarodowe | Międzynarodowe | Międzynarodowe | Międzynarodowe | Międzynarodowe | Międzynarodowe | Międzynarodowe | Międzynarodowe | Międzynarodowe | Międzynarodowe | Międzynarodowe |
| ------------------------------------- | -------------- | -------------- | -------------- | -------------- | -------------- | -------------- | -------------- | -------------- | -------------- | -------------- | -------------- | -------------- | -------------- | -------------- | -------------- | -------------- | -------------- |
| GP Gran Premio d’Italia               |                |                | 2              |                |                |                |                |                |                |                |                |                |                |                |                |                |                |
| GP Rostelecom Cup                     |                |                | 3              |                |                |                |                |                |                |                |                |                |                |                |                |                |                |
| CS Warsaw Cup                         |                |                | 1              |                |                |                |                |                |                |                |                |                |                |                |                |                |                |
| Budapest Trophy                       |                |                | 1              |                |                |                |                |                |                |                |                |                |                |                |                |                |                |
| Międzynarodowe: Kategorie młodzieżowe |                |                |                |                |                |                |                |                |                |                |                |                |                |                |                |                |                |
| Mistrzostwa świata juniorów           | 4              |                |                |                |                |                |                |                |                |                |                |                |                |                |                |                |                |
| JGP we Francji                        | 3              |                |                |                |                |                |                |                |                |                |                |                |                |                |                |                |                |
| JGP na Łotwie                         | 4              |                |                |                |                |                |                |                |                |                |                |                |                |                |                |                |                |
| Memoriał Dienisa Tena                 | 2 J            |                |                |                |                |                |                |                |                |                |                |                |                |                |                |                |                |
| Krajowe                               |                |                |                |                |                |                |                |                |                |                |                |                |                |                |                |                |                |
| Mistrzostwa Rosji                     |                | 5              | 8              |                |                |                |                |                |                |                |                |                |                |                |                |                |                |
| Mistrzostwa Rosji juniorów            | 5              |                |                |                |                |                |                |                |                |                |                |                |                |                |                |                |                |